# Ayanna Pressley
Ayanna Pressley   (Cincinnati, 3 de febrer de 1974) és una política estatunidenca. Membre del Partit Demòcrata, és representant del 7è districte congressual de Massachusetts d'ençà el 2019. Anteriorment, havia estat elegida al Consell de la ciutat de Boston el 2010, essent la primera dona negra a assolir aquest càrrec i més recentment a ser elegida al Congrés per Massachusetts.
Es membre del grup de joves congressistes demòcrates progressistes conegut com The Squad, al qual també pertanyen Alexandria Ocasio-Cortez, Ilhan Omar i Rashida Tlaib.